# Adoald
Adoald (602 – ? 625) was een koning van het Langobardische rijk in Italië. Zijn naam wordt ook geschreven als Adaloald.
Hij was de zoon van de succesvolle koning Agilulf en de katholieke koningin Theodelinde. Hij werd in 603 gedoopt in de kerk van de H. Johannes in Modicia (het huidige Monza). Hij werd in zijn jeugd, op verzoek van zijn vader,op het schild gehesen als mede-koning. Toen zijn vader stierf in 616, werd hij koning onder het regentschap van zijn moeder. Hij kon echter niet in de voetsporen van zijn vader treden en verloor de steun van de edelen. Hij werd krankzinnig verklaard en afgezet door Ariovald, een Lombardische edelman uit Turijn die gehuwd met Gundiberga, zuster van Adoald.
Hierop vluchtte Adoald naar Ravenna dat in de handen was van Byzantium. Daar werd hij kort daarop vermoord.